# Municipio de San Juan Coatzóspam
El municipio de San Juan Coatzóspam (del náhuatl: coatl, tzontli, pan ‘serpiente, altura, en’‘En la cumbre de la serpiente’) es uno de los 570 municipios que conforman al estado mexicano de Oaxaca. Pertenece al distrito de Teotitlán, dentro de la Región Sierra de Flores Magón. Su cabecera es la localidad de San Juan Coatzóspam.

## Geografía
El municipio  se encuentra a una altitud promedio de 1880 m s. n. m., oscilando entre 2300 y 200 m s. n. m.
El municipio de San Juan Coatzóspam se localiza al norte, en la región conocida como la Sierra de Flores Magón en el estado de Oaxaca y pertenece al distrito de Teotitlán. De acuerdo a lo señalado en el mapa general de México, dicho municipio se encuentra entre los paralelos 18° 03' latitud norte del trópico de cáncer y entre los meridianos 96° 45' longitud oeste del meridiano de Greenwich. Es importante saber que el territorio que constituye a San Juan Coatzóspam abarca alrededor de 63.79 kilómetros cuadrados. Debido a la posición territorial que tiene, los lugares que lo rodean son: al noreste está el municipio de San José Tenango, al este San Bartolomé Ayutla, al sur el municipio de Chiquihuitlán de Benito Juárez, al suroeste se localiza Santa Ana Cuauhtémoc y finalmente al oeste se encuentra rodeado por el municipio de Huautepec y el municipio de Huautla de Jiménez.

## Demografía
De acuerdo al último censo, realizado por el INEGI en 2010, en el municipio habitan 2535 personas, repartidas entre 8 localidades.